# Dinu C. Giurescu
Dinu C. Giurescu (n. 15 februarie 1927, București, România – d. 24 aprilie 2018, București, România) a fost un istoric și politician român, membru titular (din 2001) al Academiei Române, deputat în Parlamentul României și vicepreședinte al Partidului Conservator.

## Biografie
A fost fiul lui Constantin C. Giurescu (n. 1901 Focșani - d. 1977) și nepotul lui Constantin Giurescu (n. 1875 Chiojdu, Buzău - d. 1918). A fost licențiat al Facultății de Istorie, Universitatea din București, 1950. În anul 1968 a obținut titlul științific de doctor în istorie. Profesor la Universitatea de Artă, Secția Istoria și Teoria Artei-Muzeografie [1968-1987). A fost președinte al părții române în Comisia româno-bulgară de istorie (1979-1985 și din 1991, în continuare). A fost profesor universitar la Facultatea de Istorie a Universității din București (1990-1997), membru titular al Academiei Române din 2001 (membru corespondent din 1990) până la moartea sa în 2018, membru în Consiliul Științific al Institutului Revoluției Române. 
Pe 24 aprilie 2014 a devenit vicepreședinte al Academiei Române, pentru un mandat de patru ani.

## Distincții
- Ordinul „Meritul Științific” clasa a III-a (16 decembrie 1972) „pentru merite deosebite în opera de construire a socialismului, cu prilejul aniversării a 25 de ani de la proclamarea Republicii”[7]

## Lucrări publicate
- Giurescu, Dinu C (1962), „Anatefterul. Condica de porunci a vistieriei lui Constantin Brâncoveanu”, Studii și Materiale de Istorie Medie, vol. 5: pp. 353–504
- "Istoria ilustrată a românilor" (1981); colaborare cu Constantin C. Giurescu
- Giurescu, Dinu C. (1996), Guvernarea Nicolae Rădescu, București: Editura All
- "Imposibila încercare. Greva regală, 1945" (1999);
- "România în al doilea război mondial" (1999);
- "Cade Cortina de Fier -România 1947" (2002) etc.
- „Zid de pace, turnuri de frăție. Deceniul deschiderii: 1962 - 1972”, în colaborare cu Mircea Malita, 2012[8]
- „Lichidatorii. România în 1947”, Colecția “Biblioteca de istorie a României. ”Editura Enciclopedică. București, 2012[9]